# 음력 7월 9일
음력 7월 9일은 음력 7월의 9번째 날이다.

## 사건
- 660년 - 황산벌 전투에서 김유신이 이끄는 신라군이 계백이 이끄는 백제군에 맞서 승리하다.

## 문화
- 1995년 - 대한민국 최초의 방송 통신 위성인 무궁화 1호 발사.
- 2014년 - 문화방송, 여의도 시대 마감 및 상암동 시대 개막.

## 탄생
- 1405년 - 조선 태종의 4남 성녕대군.
- 1992년
  - 대한민국의 배우 장기용.
  - 대한민국의 야구 선수 김재유.
  - 대한민국의 래퍼 모재.
  - 대한민국의 배구 선수 표승주.
  - 대한민국의 프로게이머 한지원.

## 사망
- 660년 - 백제 장군 계백, 김관창, 김반굴
- 생몰년 미상 - 의직

## 같이 보기
- 음력 360일: 1월 2월 3월 4월 5월 6월 7월 8월 9월 10월 11월 12월
- 전날:7월 8일 다음날:7월 10일 - 전달:6월 9일 다음달:8월 9일
- 양력:7월 9일
- 음력, 윤달